# Lugovi (Pljevlja)
Pour les articles homonymes, voir Lugovi.
Lugovi (en serbe cyrillique : Лугови) est un village du nord du Monténégro, dans la municipalité de Pljevlja.

## Démographie

### Évolution historique de la population
| 1948 | 1953 | 1961 | 1971 | 1981 | 1991 | 2003 |
| ---- | ---- | ---- | ---- | ---- | ---- | ---- |
| 67   | 55   | 44   | 43   | 29   | 19   | 16   |